# Volker Berthold
Volker Berthold (* 23. Mai 1935 in Dresden) ist ein deutscher Ausstellungsgestalter und Architekt.

## Leben und Werk
Berthold absolvierte von 1949 bis 1953 eine Lehre als Tischler. 1953/1954 studierte er an der Fachschule für angewandte Kunst Leipzig und anschließend bis 1957 in Ost-Berlin an der Fachschule für Raumgestaltung der Ingenieurschule Berlin. Von 1957 bis 1963 arbeitete er bei der DEWAG Dresden und dann in der Außenstelle Berlin von Messeprojekt Leipzig, wo er vor allem Messestände und Ausstellungen gestaltete, z. B. 1971 mit Harry Wendisch die Ausstellung DDR-Metallurgie.
Seit 1965 lebt Berthold mit seiner Ehefrau, der Ausstellungsgestalterin Susanne Berthold, in Wachwitz. Anfang der 1980er Jahre lernte er Dione Neutra (1902–1990), die Ehefrau des bedeutenden US-amerikanischen Architekten Richard Neutra, kennen, die dann mit ihm und seiner Ehefrau befreundet war und im Zweijahresabstand zu Besuch kam.
1987 war Berthold an der denkmalgerechten Sanierung des Brunnenhauses in Wachwitz beteiligt. Ab 1988 plante und organisierte er für den VEG Saatzucht Baumschulen Dresden den Wiederaufbau und die Gestaltung des Landschlosses Pirna-Zuschendorf und des dazugehörigen Parks.
Berthold war bis 1990 Mitglied des Verbands Bildender Künstler der DDR und wurde 1976 mit seiner Ehefrau mit dem Kunstpreis der DDR geehrt.
Seit 1989 arbeitete er in Dresden freiberuflich als Architekt. Er plante insbesondere die Sanierung denkmalgeschützter Häuser, u. a. das Haus Pillnitzer Landstraße 158.
1991 gehörten Berthold und seine Frau zu den Gründern des Elbhangfestes.

## Wichtige von Berthold gestaltete Ausstellungen (Auswahl)
- Grünes Gewölbe (1974; Gesamtgestaltung mit Susanne Berthold)
- Puppentheater gestern und heute (1976; Staatliche Kunstsammlungen Dresden)
- Böttger-Ehrung der DDR (1982)
- Museum der Puppentheatersammlung der Staatlichen Kunstsammlungen Dresden (1985)
- Dresdner Blumensommer (1986; Mitwirkung mit Entwürfen und Fotografien)

## Teilnahme an zentralen und wichtigen regionalen Ausstellungen in der DDR
- 1972 bis 1988: Dresden, VII. bis X. Kunstausstellung der DDR
- 1978 und 1982: Berlin, Bezirkskunstausstellungen (Gebrauchsgrafik)
- 1985: Dresden, Bezirkskunstausstellung

## Weblink
- Dem Architekten Volker Berthold zum 70. Geburtstag – Der Elbhang-Kurier